# Lingua ma'anyan
La lingua ma'anyan (anche denominata Ma'anjan o Maanyak Dayak) è una lingua parlata nella zona del Kalimantan Centrale, sull'isola del Borneo in Indonesia.

## Classificazione
La lingua appartiene alla famiglia austronesiana, ramo maleo-polinesiaco, Lingue maleo-polinesiache occidentali, gruppo delle lingue barito orientali.
Di questa lingua si conoscono tre dialetti principali (secondo ethnologue.com), sempre lo stesso sito indica che il Ma'anyan ha grosse affinità lessicali con altre lingue del gruppo barito orientali, quali la lingua paku (colla quale condivide il 77% dei vocaboli) o con la lingua dusun witu (75%), e che la lingua malgascia del Madagascar presenta forti relazioni tanto da poterla quasi considerare un dialetto del Ma'anyan.